# Ideciu de Jos
Ideciu de Jos (Hongaars: Alsóidecs) is een comună in het district Mureş, Transsylvanië, Roemenië. Ideciu de Jos is opgebouwd uit drie dorpen, namelijk:
- Deleni
- Ideciu de Jos
- Ideciu de Sus